# Gabriel de Rojas y Córdova
Gabriel de Rojas y Córdova (Cuéllar, - Catamarca, 1549), capitán y conquistador español en América Central y el Perú; fundador de dos ciudades de Nicaragua; Nueva Jaén, hoy San Carlos y Santiago de Cévaco en 1527, y de la población Gracias a Dios, al oeste de Comayagua, Honduras.
Ocupó los cargos de Teniente gobernador de Acla (1520), Encomendero del Cuzco (1534-1536), su alcalde (1537) y su teniente gobernador (1541), y miembro del Consejo Militar con Pedro de La Gasca. Es conocido con el título de “capitán general de la Artillería del Reino del Perú”.

## Biografía
Nació en Cuéllar (Segovia) en torno al año 1480. Pertenecía a una de las familias nobiliarias que llevaban el control político de la villa castellana. Su padre fue Gómez de Rojas, un cordobés afincado en Cuéllar en el último tercio del siglo XV, donde ocupó importantes cargos en la vida política de la Villa, creando en ella una ilustre y reconocida familia nobiliaria, con un acentuado paso por América durante su conquista.
Procedía esta familia de la provincia de Córdoba (España), y había llegado a Cuéllar tras participar Gómez de Rojas en la segunda batalla de Olmedo en el año 1467, acompañado de su pariente Beltrán de la Cueva, duque de Alburquerque, quien había mandado las fuerzas realistas en dicha batalla.

### Rojas visto por los cronistas
El cronista Gonzalo Fernández de Oviedo, generalmente duro a la hora de hablar de los conquistadores, nos da la siguiente descripción:

Conquistador e buen soldado, veterano de la Tierra Firme, hombre de honra y de experiencia e que ha dado buena cuenta de sí. Es hombre para confiar de él todo lo que de buen capitán se puede fiar; porque además de ser valeroso por su persona e habilidad, es de buena casta, e gentil e conversable mílite, e buen compañero e muy bien partido e liberal. Cómo acabará Dios lo sabe; porque así él como los más, son en cargo de hartas vidas de indios, e unos más que otros y el oficio de la guerra todo eso trae. Mas puédese sospechar de sus obras que meresce todo buen fin, e ha muy bien servido a Sus Majestades, e trabajado más que otros que antes que él han sido ricos e allí adonde él ha andado, así por falta de su ventura, como por inadvertencia de la fortuna e de sus despenseros e repartidores de este oro, que ella ha puesto en poder de los que menos lo merecían
Gonzalo Fernández de Oviedo

Antonio de Herrera y Tordesillas también envuelve de halagos a su paisano cada vez que aparece en sus Décadas, y mantiene que era caballero honrado, hombre de gran valor, calidad, prudencia y estimación; de crédito y autoridad; y sobre todo, respetado entre el resto de conquistadores. Asegura que Hernando Pizarro le tenía en gran confianza por ser muy experimentado y recatado en la guerra; que era respetado como persona honrada y de juicio y que se le encomendaban misiones delicadas porque las cumplía dignamente con la mansedumbre de su condición.
Juan Calvete de Estrella, mantiene que era caballero muy principal en las provincias del Perú, mientras que Pedro Pizarro dice que era hombre muy recatado en la guerra; tenía buena persona, decían que era de los buenos Rojas.

## Carrera militar

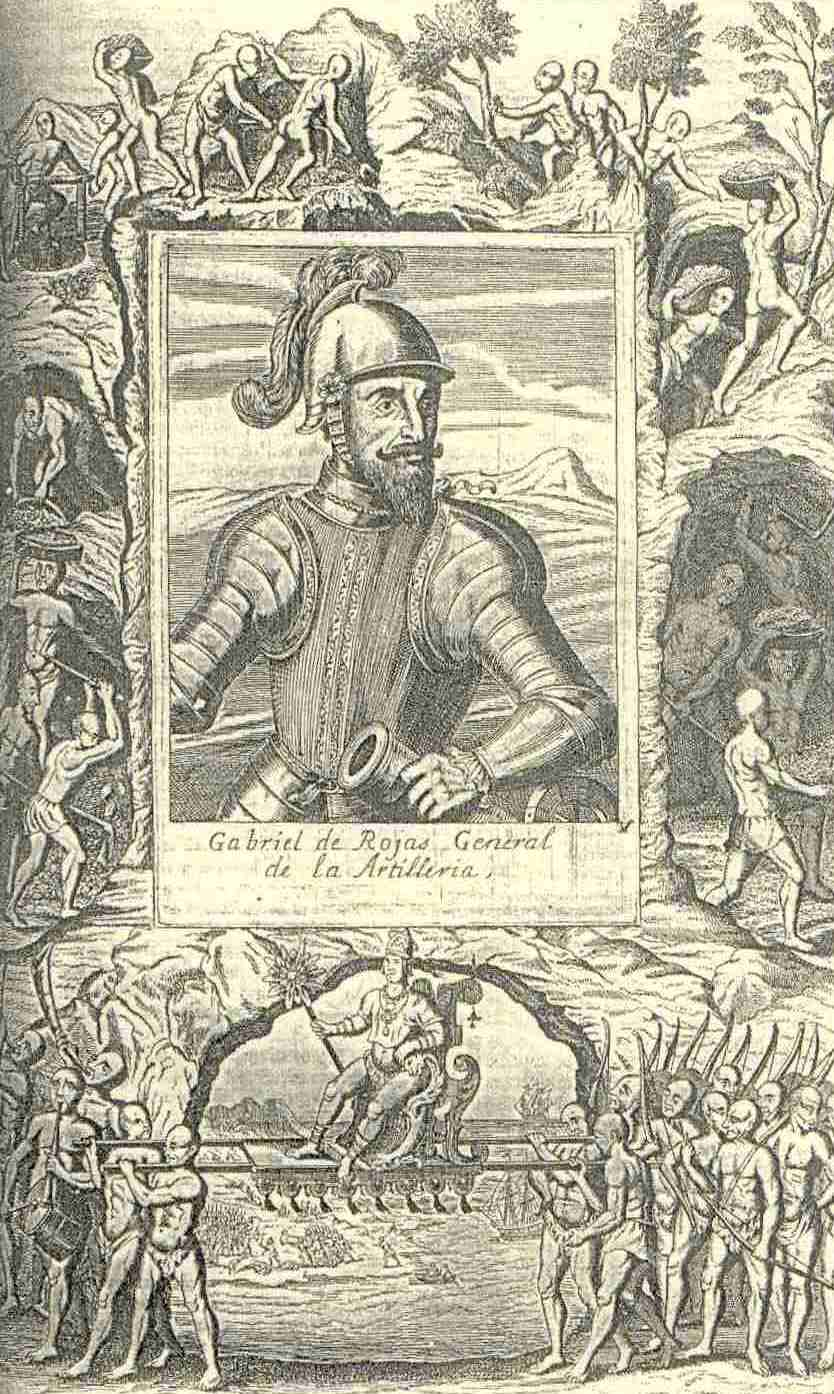
Gabriel de Rojas entre las actividades en Perú

Según Fernández de Oviedo, se embarcó en la armada de Pedrarias, que partió de Sanlúcar de Barrameda el 11 de abril de 1514, compuesta por 19 barcos y unos 1.500 hombres y rumbo a Castilla de Oro. Como acompañantes de viaje, Rojas contaría, entre otros, con Diego de Almagro o Bernal Díaz del Castillo, llegando en julio a Santa María de la Antigua del Darién, desde donde se emprendió la exploración de las costas centroamericanas.
Pronto entabló gran amistad con Pedrarias, convirtiéndose en su capitán y hombre de confianza, luchando al lado de Francisco Pizarro o Diego de Almagro.
Al poco de llegar, fue nombrado veedor de la expedición que el licenciado Espinosa realizó en diciembre de 1515, para recuperar el oro que había perdido Gonzalo de Badajoz y castigar a los indios de Santa Cruz. La expedición salió de Acla para las provincias del mar del Sur, donde los españoles aperrearon a los indios.

## En Castilla de Oro
Entre 1515 y 1520 fue lugarteniente de Pedrarias en la fortaleza de Acla. Estando allí fue residenciado Pedrarias junto con sus capitanes Andrés Garabito y Rojas, concluyendo el juicio sin graves consecuencias.
Acompañó a Francisco Hernández de Córdoba en las fundaciones de León (Nicaragua), Granada (Nicaragua), Segovia (Nicaragua), y Santiago de Cévaco (Nicaragua) y participó en la exploración del río Desaguadero hasta el Atlántico.
A pesar de las enemistades surgidas y que era fiel servidor de Pedrarias, Rojas también sirve a Diego López de Salcedo, quien en 1527 y como nuevo gobernador de Honduras, le envía a descubrir en la Mar Dulce, en Nicaragua, donde funda en 1527 Nueva Jaén.
Entre los conflictos habidos entre Pedrarias y Salcedo, siempre se mostró íntegro y leal; siendo teniente de Salcedo, fue incitado a traicionarle, y tras negarse fue encarcelado en el castillo de León (Nicaragua). Poco debió durar el cautiverio, ya que en 1529 se encuentra de nuevo a las órdenes de Pedrarias como miembro de la expedición enviada para descubrir el fin de las lagunas de Nicaragua. Mandaba la expedición Martín de Estete, quien iba sembrando el pánico entre los indios con sus crueldades.
A punto estuvieron de morir a manos de los indios, de no ser por Rojas y su valentía. Fue en esta expedición donde fundó la población de Gracias a Dios, donde tuvo grandes luchas para defenderse de los indios y poder explotar las minas de plata y oro que había allí.
En 1530 descubrió una conjura contra las minas que tenía encomendadas en Gracias a Dios, y sofocada, pudo enviar a España casi 3.000 pesos de oro por medio de Fray Francisco de Bobadilla. Los años que permaneció con Pedrarias le acreditaron como hombre leal, excelente estratega y valeroso soldado; virtudes que mantuvo durante toda la vida.
Participó en numerosas expediciones al mando de Pedro de la Gasca, Cristóbal Vaca de Castro y otros grandes terratenientes.
Buen servidor del rey, también halló minas muy ricas en Carabaya de todo lo cual daba cumplida cuenta a Gasca. El impulso que dio a las minas de Potosí contribuyó a convertirla en ciudad imperial. Estando en Potosí escribió un informe comparando el sistema de impuestos que observaban los Incas con el que se introdujo a partir de la conquista.

## Su muerte
Murió al ser alcanzado por una flecha envenenada en una batalla contra los indígenas de la provincia de Catamarca. Nos da cuenta de ello Pedro de la Gasca en su correspondencia personal. Así se lo hace saber al rey en carta fechada en Lima (Perú) el 28 de enero de 1549, diciendo que Era el más entero vasallo e celoso del servicio de su majestad que en estas tierras he conocido.
Como les ocurrió a otros conquistadores, los largos años de ausencia de su patria, no fueron bastante para borrar la memoria de la villa en que nació, y su recuerdo a ella en su testamento es algo que impresiona profundamente. En él se acordó de todos, de los conventos, de sus paisanos, de los pobres de la villa, y dejó una cuantiosa cantidad de dinero en favor de ellos, nombrando como patronos a la Justicia y Regimiento de ella, participando así la villa del oro del Potosí, porque uno de sus hijos contribuyó en gran manera a la explotación de las famosas minas.
Murió soltero, dejando un hijo natural que él mismo reconoce en su testamento, al que nombra heredero universal de sus bienes, llamado Gómez de Rojas.

## Familia de conquistadores
Gómez de Rojas, y su mujer María de Torres-Córdova Hinestrosa tuvieron siete hijos: dos mujeres y cinco varones, de los cuales cuatro fueron conquistadores de América, al igual que diversos sobrinos, evidenciando el espíritu de aventura de toda la familia. Hermanos del capitán Gabriel de Rojas fueron:
- Manuel de Rojas y Córdova, que acompañó a Diego Velázquez de Cuéllar en la conquista y pacificación de Cuba, y a quien sucedió en el cargo de gobernador de la isla a su fallecimiento. También participó en la conquista de Jamaica, pasando más tarde a Perú donde desempeñó altos cargos en el Cuzco.
- Francisco de Rojas y Córdova, que participó en la conquista de Cuba, regresando a su villa natal donde quedó establecido.
- Cristóbal de Rojas y Córdova, que también marchó a Cuba siguiendo a su paisano Velázquez, quedando allí establecido.

Además de éstos, encontramos otros conquistadores dentro de esta familia cuellarana:
- Juan de Rojas Hinestrosa, hijo de Manuel de Rojas y Córdova, figura como uno de los primeros pobladores de Cuba y ocupó tres veces el cargo de teniente gobernador de la isla de Cuba. Estuvo casado con la célebre María de Cepero, muerta durante una fiesta que ella misma había organizado.
- Martín de Rojas, hermano del anterior, que participó en la conquista de Nicaragua a las órdenes de Pedrarias; casó con una hija de Vasco Porcallo de Figueroa.
- Gómez de Rojas y Velázquez, hermano de los anteriores, que sirvió en Perú y fue comendador de Pancorcolla.
- Melchor de Rojas y Velázquez, idem, estuvo presente en Cuba y Perú, volviendo a Cuéllar, donde fundó el Convento de la Purísima Concepción.
- Diego de Rojas, sobrino nieto del capitán Gabriel de Rojas; fue enviado por Vaca de Castro a la conquista del Río de la Plata, siendo asesinado por los indios.

| Predecesor: Antón Ruiz de Guevara | Alcalde ordinario del Cuzco Primer voto 1543 - 1544 | Sucesor: Diego de Silva y Guzmán |